# Зарзар, Валентин Ананьевич
Валентин Ананьевич Зарзар (1899—1933) — один из организаторов Осоавиахима и Общества друзей воздушного флота. Главный инспектор Гражданской авиации СССР, член президиума Госплана СССР по вопросам планирования авиационной промышленности и автомобилестроения.

## Биография
Родился в интеллигентной молдавской семье, отец — Ананий Семёнович Зарзар — был городским головой Килии, брат — Семён Ананьевич Зарзар (1886—1954), выпускник юридического факультета Новороссийского университета, участник Бредовского похода — был известным в городе адвокатом. У В. А. Зарзара были также братья Леонид и Иван. Купеческий род Зарзаров издавна известен в Килие. Представители этого рода финансировали сооружение знаменитого Свято-Николаевского православного храма.
Вступивший в 19-летнем возрасте в ряды членов РКП(б) становится участником Гражданской войны, сражается в рядах Красной армии в боях против генерала А. И. Деникина и отрядов батьки Н. И. Махно. Боец Второй конной армии, командир артиллерийской батареи, комиссар полка, начальник артиллерийских курсов. По окончании Гражданской войны командир армейского корпуса. Заканчивает юридический факультет Московского Государственного университета и Высшую артиллерийскую школу в Москве.
Увлёкшись авиацией, В. А. Зарзар приходит работать в эту область и активно участвует в становлении воздушного флота Советской страны, быстро выдвинувшись в ряд его основных руководителей. Валентин Ананьевич был одним из организаторов Осоавиахима и Общества друзей Воздушного Флота, способствуя тем самым вовлечению миллионов советских людей в дело создания отечественной авиации. Был назначен Главным инспектором Гражданской авиации СССР, членом Правительственной комиссии по дальним перелётам, которую также входили командарм 1-го ранга С. С. Каменев и начальник Воздушного флота СССР П. И. Баранов. В 1930 году В. А. Зарзар был назначен членом президиума Госплана СССР, возглавил планирование авиационной промышленности и автомобилестроения. Являлся редактором журналов «Самолёт», «Советское воздушное право», заведующим отдела науки и техники газеты «Известия». Первым поставил вопрос о необходимости создания специальных учебных заведений для подготовки специалистов гражданской авиации с учётом её специфики. Был участником самых сложных перелётов на первых советских самолетах в неизведанных местах Сибири, одним из организаторов поисков и спасения экспедиции Умберто Нобиле на дирижабле «Италия» в 1928, руководителем трансъевропейского перелёта в 1929 году по маршруту Москва-Берлин-Париж-Рим-Марсель-Лондон-Варшава-Москва. Самолёт конструкции А. Н. Туполева АНТ-9 «Крылья Советов» (первый пилот М. М. Громов) поднялся в воздух с московского Центрального аэродрома «Тушино» 10 июля 1929. Трансъевропейский перелёт АНТ-9 проводился по специальному постановлению Правительства СССР с целью демонстрации достижений советского авиастроения, начальником экспедиции являлся В. А. Зарзар. На борту находились ведущий авиаконструктор Туполевского конструкторского бюро А. А. Архангельский, как технический руководитель перелёта, журналисты А. Н. Гарри, М. Е. Кольцов и его брат, художник-карикатурист Б. Е. Ефимов. Этот перелёт Герой Советского Союза Михаил Михайлович Громов впоследствии подробно описал в своей книге «На небе и на земле».

## Книги
Юрист по образованию, Валентин Ананьевич Зарзар первым в СССР стал заниматься вопросами воздушного права. Основные его работы:
- В. А. Зарзар, В. Л. Лахтин. Борьба за воздух. Проблемы современной воздушной политики и её правовой регламентации. М.: Осоавиахим, 1927.
- П. И. Баранов, В. А. Зарзар, Е. А. Коровин, В. Л. Лахтин, А. Б. Сабанин. Международное публичное воздушное право. М.: Авиахим, 1927.
- В. А. Зарзар. Гражданская авиация капитализма и социализма. М.: Авиахим, 1932.

Задолго до наступления космической эры Валентин Ананьевич задумался о правовых аспектах освоения космоса, предвосхищая космонавтику и будущие её юридические проблемы. В 1926 году В. А. Зарзар предположил, что в будущем на определённой высоте будет установлен международный режим космических полётов, который заменит режим государственного суверенитета в воздушном пространстве. Обозначенные им вопросы стали ещё актуальнее в наше время, в связи с конкуренцией между странами — участницами программы по исследованию космического пространства.

## Гибель
Погиб в авиакатастрофе АНТ-7 под Подольском 5 сентября 1933. В. А. Зарзар похоронен в Москве, на Новом Донском кладбище. Его захоронение находится в колумбарии № 1 главного здания бывшего крематория (секция 10), недалеко от захоронения С. П. Горбунова. П. И. Баранов и А. З. Гольцман покоятся на Красной площади. Б. М. Баранова — на Новодевичьем кладбище.

## Память
Имя В. А. Зарзара было присвоено Московской городской планерной школе. В память погибших деятелей советской авиации был создан НИИ планеризма и лёгкомоторного авиастроения.
В честь В. А. Зарзара назван остров Северный Зарзар (Карское море, шхеры Минина).

## Семья
- Племянница — доктор медицинских наук Аза Семёновна Зарзар (1926—2015), профессор (1974), заведующая кафедрой общей хирургии Ташкентского медицинского института и кафедрой анестезиологии и реаниматологии Ташкентского института усовершенствования врачей (1971—1992), автор монографии «Отдалённые результаты хирургического лечения холециститов» (Ташкент: Медицина УзССР, 1967)[8][9][10].